# 津村まこと
津村 まこと（つむら まこと、1965年〈昭和40年〉7月22日 - ）は、日本の女性声優。青二プロダクション所属。北海道札幌市出身。

## 来歴
幼い時はテレビの洋画が楽しみであり、ある日、声優を養成する専門学校があると聞いて「感じた感動を見る人に伝えられれば」と少し思い、声優を志す。
1991年に江崎プロダクション付属養成所に入所し、1993年から2007年までマウスプロモーション（旧：江崎プロダクション）に所属。マウスプロモーションを退所し、2007年から2008年9月までフリーとして活動。その後、2008年10月から2013年9月までディーカラー、2013年10月から2018年11月までアクセントを経て、2018年12月より青二プロダクションに所属。
2005年4月3日放送分より、フジテレビ系列のアニメ『サザエさん』にて、野村道子の後任で3代目・磯野ワカメ役を務めている。

## 人物
音域はE3 - C6。資格・免許は普通自動車免許。趣味は散歩、動物と触れ合うこと。

## エピソード

### 松田啓人
『デジモンテイマーズ』では、松田啓人役を務めている。津村は後に本作について「本当に大切で好きな作品です。みなさんに愛され続けていることがとても嬉しいです」と語っている。
津村にとっては初となるシリーズ作品の主役で、オーディション合格時は「え！なんで私？」と驚きつつ、一方では「へぇ〜」と客観的に考えてたという。プロデューサーの関弘美によると、松田に関しては、今までの東映アニメーション作品のキャラクター造詣とは違う熱血型でない普通の小学生のようなキャラクターを目指したといい、オーディションにて「キャラクターをパターンに当てはめて演じる声優さんが多い中でどのジャンルにも染まっていない、男の子としてナチュラルな声」だった津村が抜擢されたという。
当時の津村は男の子役を演じたことが少なく感覚などを理解していなかったため、啓人を演じるまで男の子の本格的なイメージがわかなかったという。共演者に関しては初対面の声優が多く緊張したが、野沢雅子がいたおかげで演じ切ることができたと後年のインタビューで明かし「野沢さんがいらっしゃったおかげで、逆に伸び伸び演じられました。どっしり構えられているので、演技では甘えることができて。とても素敵な方で、ありがたい存在です」と語っている。
ストーリー展開に関しては台本を読みながら把握していき、「こう演じよう」と考えるよりかは、台本にしっかり向き合いながら演じたという。一方でその内容は難しかったといい、「大人の頭で考えると理屈っぽくなるので、純粋に子どもの頭に切り替えて考え、受け止めていた」「最後のほうは私もあまり理解できていないかも…（笑）」と語っている。

### 磯野ワカメ
テレビアニメ『サザエさん』では、2005年4月3日放送分より野村道子の後任で3代目・磯野ワカメ役を務めている。
オーディション合格時は嬉しかった反面、長く親しんだ野村によるワカメの声が変わるのは自身も複雑な気持ちだったといい、初収録時の取材では「野村さんと同じ声は出せませんので、これからは自分なりのカラーでワカメちゃんを表現していこうと思います」とコメントしている。また、野村もその収録には立ち会っており「津村さんも、まずは『磯野家』に慣れて、これから頑張って欲しいですね」とエールを送った。
2011年のインタビューでは「まだ夢心地でやっています。サザエさん一家に入れていただくということは全く考えてもいなかったことで、いまだに『なんでわたしがワカメちゃんやっているんだろう？』と思っています。とても不思議なんです（笑）」と語っている。

### その他
2003年放送の『アストロボーイ・鉄腕アトム』以降、『鉄腕アトム』のアトム役を演じている。その後、『GO!GO!アトム』や『PLUTO』など海外製作のものやキャラクターデザインを大幅に変えた複数の作品を除き、後続作品やCMは津村が声を担当している。
ゲーム『STREET FIGHTER III 3rd STRIKE』では、まこと役を担当。その後、10年以上の月日を経て発売された続編である『ストリートファイターIV』シリーズでも、多くのキャラクターがキャスト変更になる中で続投し演じた。プロデューサーである小野義徳のインタビューによると、「まことはボイスで苦労したキャラクターで、土佐弁の特徴あるしゃべり方ができる人が津村しかおらず、土佐弁の講師のレクチャーを受け10数年前を思い出しながら声を入れてもらった」とのこと。

## 出演
太字はメインキャラクター。

### テレビアニメ
1995年
- 鬼神童子ZENKI（天野）
- 空想科学世界ガリバーボーイ（ジュドーの青年期）
- ストリートファイターII V
- NINKU -忍空-（子供）

1996年
- B'T-X（子供A）

1997年
- EAT-MAN（ミリー）
- スレイヤーズTRY（マルコ）
- はいぱーぽりす（女性）
- みどりのマキバオー（ドナテロス）
- YAT安心!宇宙旅行（母）

1998年
- アニメ 男はつらいよ〜寅次郎忘れな草〜（進一）
- 超魔神英雄伝ワタル（フーミン）
- どっきりドクター（玄田ゲン、男子生徒）
- 南海奇皇（祁答院貴子）

1999年
- アークザラッド（男の子A）
- ごぞんじ!月光仮面くん（モモコ、現場の女子アナ、少年A）
- 週刊ストーリーランド「103便SOS」（男の子）

2000年
- 学校の怪談（柿ノ木レオ）
- ギブリーズ（蛍ちゃん、ミキちゃん）
- 幻想魔伝 最遊記（葉）
- コレクター・ユイ2（iちゃん）
- 真・女神転生デビチル（2000年 - 2001年、モコイ、サンドドラゴン、クダギツネ、ギンギツネ娘）
- それいけ!アンパンマン（どじょうぼうや〈2代目〉）
- ニャニがニャンだー ニャンダーかめん（ハリー、ピカたん）
- へろへろくん（タビタビ、うるうる）

2001年
- キャプテン翼（第3作）（2001年 - 2002年、反町一樹、佐野満、リバウールの息子）
- Cosmic Baton Girl コメットさん☆（羽仁神也、森脇みちる、キュービト）
- シャーマンキング（エリー）
- デジモンテイマーズ（2001年 - 2002年、松田啓人）
- ヒカルの碁（筒井公宏）

2002年
- あたしンち（岩木〈幼少〉、いとこ、いとこB）
- Witch Hunter ROBIN（千絵）
- パタパタ飛行船の冒険（ウィリアム・ファーニー・バクストン〈少年〉）
- ふぉうちゅんドッグす（トム）
- ポケットモンスター（ツバサ、チャン）
- ポケットモンスター アドバンスジェネレーション（2002年 - 2003年、ポチエナ、ルリリ、ミズゴロウ 他）
- ポケットモンスター サイドストーリー（2002年 - 2003年、サブロー、チャン、ニック）

2003年
- アストロボーイ・鉄腕アトム（2003年 - 2004年、アトム / 天馬飛雄）
- onちゃん夢パワー大冒険!（ケンタ）
- ブラック・ジャック2時間スペシャル〜命をめぐる4つの奇跡〜（U-18）
- ボボボーボ・ボーボボ（しじみ兄）
- ワンダーベビルくん（小野寺良太）

2004年
- 北へ。〜Diamond Dust Drops〜（永澤晴人）
- KURAU Phantom Memory（テッド）
- とっとこハム太郎 はむはむぱらだいちゅ!（ゼブラさん）
- ドラえもん（テレビ朝日版第1期）（子供A）
- 鋼の錬金術師（セリム）
- ビューティフル ジョー（キャプテン ブルー ジュニア）
- BLEACH（シバタユウイチ）
- 冒険王ビィト（ナック）
- マシュマロ通信（2004年 - 2005年、チョコ、ミント、ライムママ）
- 無人惑星サヴァイヴ（ベル〈幼少期〉）
- 妄想代理人（牛山尚吾）

2005年
- 韋駄天翔（坂巻駆）
- かみちゅ!（一橋章吉）
- 甲虫王者ムシキング 森の民の伝説（グリ）
- サザエさん（2005年 - 、磯野ワカメ〈3代目〉、桜井まみ）
- NARUTO -ナルト-（君麻呂〈幼少時代〉）
- Paradise Kiss（早坂卓）
- ブラック・ジャック（ユキオ）

2006年
- いぬかみっ!（留吉）
- CLUSTER EDGE（少年）
- 出ましたっ!パワパフガールズZ（ゴンマ）
- ポケットモンスター ダイヤモンド&パール（2006年 - 2011年、アヤコ、サブロウ 他）
- RAY THE ANIMATION（コーイチ少年）
- 妄想代理人（牛山尚吾）

2007年
- 結界師（コンタ）
- ぷるるんっ!しずくちゃん（蜜之小路蜜彦 / ミッチー）

2008年
- ゲゲゲの鬼太郎（第5作）（夏樹）
- ハローキティ りんごの森とパラレルタウン（少年B）
- xxxHOLiC◆継（卵の声）

2009年
- 銀魂（本郷尚）
- ライブオン CARDLIVER翔（双葉最、強）

2010年
- ハートキャッチプリキュア!（酒井よしと）

2012年
- GON -ゴン-（パオ）
- デジモンクロスウォーズ 時を駆ける少年ハンターたち（松田啓人）
- NARUTO -ナルト- 疾風伝（レオ）
- LUPIN the Third -峰不二子という女-（グレース）

2013年
- ムシブギョー（弥助）

2014年
- ポケットモンスター XY（テスラ）

2015年
- かみさまみならい ヒミツのここたま（バン之介）
- 牙狼 -紅蓮ノ月-（ごべえ）

2016年
- うしおととら（中村麻紗子）

2021年
- ポケットモンスター（アヤコ）

2022年
- デジモンゴーストゲーム（コエモン）

### 劇場アニメ
1995年
- KAZU&YASU ヒーロー誕生

1997年
- ウルトラニャン 星空から舞い降りたふしぎネコ（ショウ）
- 幕末のスパシーボ（多吉）
- THE DOG OF FLANDERS フランダースの犬（ネロ）

1999年
- ハッピーバースデー 命かがやく瞬間（さとる）

2001年
- デジモンテイマーズ 冒険者たちの戦い（松田啓人）

2002年
- えっちゃんのせんそう（佳代）
- デジモンテイマーズ 暴走デジモン特急（松田啓人）
- 夢かける高原 清里の父 ポール・ラッシュ（滝口茂〈少年時代〉）

2003年
- おどるポケモンひみつ基地（ゴニョニョ）
- ぼくの孫悟空（竜子）

2005年
- あした元気にな〜れ! 半分のさつまいも（愛子）
- 劇場版ツバサ・クロニクル 鳥カゴの国の姫君（コルリ）

### OVA
- KEY THE METAL IDOL（1996年）
- アイドルプロジェクト（1997年、ライバル）
- AIKa（1997年、ブラック）
- サクラ大戦 桜華絢爛（1997年、男の子）
- 変（1997年、ガキA）
- 新・男樹（1998年、ホステス）
- おジャ魔女どれみナ・イ・ショ（2004年、宮本まさはる）
- SUPERNATURAL: THE ANIMATION（2011年、サム〈少年〉）

### Webアニメ
- あじむ 〜海岸物語〜（2001年、トド女）
- ROBOT TOWN SAGAMI 2028（2016年、アトム）

### ゲーム
1997年
- ファーランドストーリー〜四つの封印〜（お雪ちゃん）

1998年
- 東京魔人學園剣風帖（裏密ミサ、織部雪乃、織部雛乃、本郷桃香、芙蓉 他）
- どきどきポヤッチオ（スティード、シノーラ）

1999年
- ストリートファイターIII 3rd STRIKE -Fight for the Future-（まこと）

2000年
- デビルマン（ススム）

2001年
- 鬼武者（夢丸）
- デ・ジ・キャラット ファンタジー（カレラ）
- デジモンテイマーズ バトルエボリューション（松田啓人）

2002年
- 真・女神転生 デビルチルドレン 黒の書・赤の書（エレジー、ラタトスク）
- 東京魔人學園外法帖（織部葛乃、雹）
- ヒカルの碁 平安幻想異聞録（筒井公任）
- ラチェット&クランク（ラチェット）

2003年
- ラチェット&クランク2 ガガガ!銀河のコマンドーっす（ラチェット）

2004年
- 九龍妖魔學園紀（肥後大蔵）
- サクラ大戦V EPISODE 0〜荒野のサムライ娘〜（チェサナ・サイクルズ）
- 東京魔人學園外法帖血風録（織部葛乃、雹）
- ラチェット&クランク3 突撃!ガラクチック★レンジャーズ（ラチェット）

2005年
- ぼくらのかぞく（モック少年期）
- ラチェット&クランク4th ギリギリ銀河のギガバトル（ラチェット）

2006年
- いぬかみっ! feat.Animation（留吉）

2007年
- ぼくのなつやすみ3 -北国篇- 小さなボクの大草原（山田礼、吉本日向）
- ラチェット&クランク5 激突!ドデカ銀河のミリミリ軍団（ラチェット）
- ラチェット&クランク FUTURE（ラチェット）

2008年
- ラチェット&クランク FUTURE外伝
海賊ダークウォーターの秘宝（ラチェット）
- クランク&ラチェット
マル秘ミッション☆イグニッション!（ラチェット）

2009年
- サイキン恋シテル?（新道林太郎）
- ラチェット&クランク FUTURE2（ラチェット）

2010年
- 維新恋華 龍馬外伝（坂本龍馬〈子供時代〉）
- スーパーストリートファイターIV（まこと）
- デジモンクロスウォーズ　超デジカ大戦（松田啓人）

2011年
- ガチンコヒーローズ（ラチェット）
- ラチェット&クランク オールフォーワン（ラチェット）

2012年
- ブレイブリーデフォルト フライングフェアリー（クリスタルの精霊・エアリー）

2013年
- プレイステーション オールスター・バトルロイヤル（ラチェット）
- ブレイブリーデフォルト フォーザ・シークウェル（クリスタルの精霊・エアリー）

2014年
- ウルトラストリートファイターIV（まこと）

2016年
- ラチェット&クランク THE GAME（ラチェット）

2017年
- GRAVITY DAZE 2/重力的眩暈完結編:上層への帰還の果て、彼女の内宇宙に収斂した選択（カイ）

2021年
- ラチェット&クランク パラレル・トラブル（ラチェット）

### 吹き替え

#### 映画
- RV（ムーン・ゴーニキー〈クロエ・ソネンフェルド〉）
- 青い珊瑚礁（幼年期のリチャード〈グレン・コーハン〉）※追加録音部分
- アサインメント（ジョーイ・ラミレス）※ソフト版
- アステロイド/最終衝撃（エリオット・マッキー〈ザカリー・チャールズ〉）※テレビ朝日版
- アストロ・コップ（ランディ〈モレモ・マーロハンエ〉）
- アニー2（コリン・ノリス〈サム・ストックマン〉）
- あひる大旋風（ジミー・ドゥーリー）
- アポロ13（ジェフリー・ラヴェル〈ミコ・ヒューズ〉）※ソフト版
- アレグリア ザ・ムービー（モモ〈クリッパー・ミアノ〉）
- 今そこにある危機（ジョン・ライアン・ジュニア）※ソフト版
- インディ・ジョーンズ/魔宮の伝説 ※テレビ朝日版
- ウィッシュ〜夢がかなう時
- ウェイクアップ!ネッド（モーリス〈ロバート・ヒッキー〉）
- 運命の女（チャーリー・サムナー〈エリック・パー・サリヴァン〉）※テレビ朝日版
- エイリアン2（ニュート〈キャリー・ヘン〉）※2004年テレビ朝日デジタルリマスター版
- 永遠のアフリカ（幼少時代のエマニュエル）
- X-MEN:ファイナル ディシジョン（ジミー〈キャメロン・ブライト〉）※テレビ朝日版
- エンジェル・スノー
- オープン・ユア・アイズ（ソフィア〈ペネロペ・クルス〉）
- オーロラの彼方へ（子供の頃のジョン〈ダニエル・ヘンソン〉）※日本テレビ版
- 王様と私 ※テレビ東京版
- オリバー!
- 金城武のピックアップ・アーティスト（メイメイ〈リン・シャオロウ〉）
- カレの嘘と彼女のヒミツ（ジョイス・ムーア〈ジュリアンヌ・ニコルソン〉）
- 君のためなら千回でも（少年時代のアミール〈ゼキリア・エブラヒミ〉）
- キャスパー ※VHS版
- キューブ（レブン〈ニコール・デ・ボア〉）
- グリンチ（8歳のグリンチ〈ジョッシュ・ライアン・エバンス〉）※NHK版
- グレッグシリーズ（チラク・グプタ〈カラン・ブラル〉）
  - グレッグのダメ日記
  - グレッグのおきて
  - グレッグのダメ日記3
- 恋する履歴書（ハンター・マルビー〈ボビー・コールマン〉）
- コンタクト ※ソフト版
- ザ・シーカー 光の六つのしるし（グウェン・スタントン）
- サンタモニカ・ダンディ
- シックス・センス（ボビー〈ジェフリー・ズベルニス〉）※ソフト版
- 17歳の処方箋（10歳のイグビー〈ロリー・カルキン〉）
- ジョーズ ※テレビ東京版
- ジョンQ -最後の決断-（マーク・アーチボルト〈ダニエル・E・スミス〉）※日本テレビ版
- 白い肌の異常な夜（エミー〈パメリン・ファーディン〉）※イマジカBS版
- スパングリッシュ 太陽の国から来たママのこと（ジョージー・クラスキー〈イアン・ハイランド〉）
- スラップ・ショット3（シェーン・ベイカー）
- 世界で一番パパが好き!
- タイムコップ ※テレビ朝日版
- ダンテズ・ピーク（グラハム・ワンド〈ジェレミー・フォリー〉）※テレビ朝日版
- チャイルドコール 呼声（アンデシュ）
- チャック・ノリス in ヘルバウンド/地獄のヒーロー5 ※テレビ東京版
- 沈黙の断崖（ウォルター・カー〈クレイ・ジータ〉）※ソフト版
- 天国の約束（ジェンナーロ〈ジェリー・バローン〉）
- ドクター・ドリトル（少年時代のドリトル〈ダリ・ジェラルド・スミス〉）※日本テレビ版
- トラブル・ファミリー/ぼくの○×絵日記（シュワルツ）
- ドリームキャッチャー
- ナティ物語（ナティ・ガン〈メレディス・サレンジャー〉）※ディズニー・チャンネル版
- ナニー・マクフィーと空飛ぶ子ブタ（メグシー・グリーン〈リル・ウッズ〉）
- ノウイング（ルシンダ・エンブリー、アビー・ウェイランド）
- バイバイ、ママ（6歳のポール）
- バットマン ※テレビ朝日版（追加録音部分）
- バベル（ユセフ〈ブブケ・アイト・エル・カイド〉）
- ハリエットのスパイ大作戦（スポート〈グレゴリー・スミス〉）※VHS版
- ハロウィン6 最後の戦い（ダニー〈デヴィン・ガードナー〉）
- ハンコック（アーロン・エンブリー〈ジェイ・ヘッド〉）
- ヒットマン（キキ〈ジジ・リョン〉）
- ビバリーヒルズ・コップ3 ※テレビ朝日版
- ひみつの番人（フィリップ・レノックス〈マイケル・アンガラノ〉）
- 評決のとき ※フジテレビ版
- ファイヤーウォール（アンディ・スタンフィールド〈ジミー・ベネット〉）※ソフト版
- フェイス/オフ（ジェイミー・アーチャー〈ドミニク・スウェイン〉）※ソフト版
- フォレスト・ガンプ/一期一会（いじめっ子〈マーカス・バトン〉）※ソフト版
- 不法侵入 ※テレビ朝日版
- プラクティカル・マジック（アントニア・オーウェンズ〈アレクサンドラ・アトリップ〉）
- ブレイド（バネッサ〈サナ・レイサン〉）※ソフト版
- プレイバック（ジャンヌ）
- ブレイブハート（少年時代のウォレス〈ジェームズ・ロビンソン〉）※テレビ朝日版
- プレデター2 ※テレビ朝日版
- ブロス リターンズ/やつらはふたたび帰ってくる（幼少期のジョン）
- ペリカン文書（アリス・スターク〈シンシア・ニクソン〉）※ソフト版
- ホーンテッド（エミリー）
- ホテル・バディーズ ワンちゃん救出大作戦（ブルース〈ジェイク・T・オースティン〉）
- マイ・ガール ※ソフト版
- マチルダ
- ミミック（リッキー〈ジェームズ・コスタ〉）※ソフト版
- ミミック2（サル）
- めぐり逢えたら（ジョナ・ボールドウィン〈ロス・マリンジャー〉）※フジテレビ版
- メッセージ・イン・ア・ボトル（ジェイソン・オズボーン〈ジェシー・ジェームズ〉）
- ラブ・アクチュアリー（サム〈トーマス・ブロディ＝サングスター〉）
- ラングーンを越えて
- リーサル・ウェポン4 ※ソフト版
- リトル・ランボーズ（ウィル・プラウドフット〈ビル・ミルナー〉）
- ルディ/夢はレースで1等賞!（トビー・グツコー）
- レッド・バイオリン（カスパー・ワイス〈クリストフ・コンツェ〉）
- ロスト・キッズ（カルヴィン・ケンブリッジ〈バウ・ワウ〉）
- ROCK YOU!（少年時代のウィリアム）※ソフト版
- ロング・キス・グッドナイト（ケイトリン・ケイト〈イヴォンヌ・ジーマ〉）※フジテレビ版

#### ドラマ
- アガサ・クリスティー ミス・マープル 書斎の死体（フロレンス）
- ER緊急救命室 シーズン10 - 13（アレックス・タガート〈オリヴァー・デイヴィス、ドミニク・ジェーンズ〉）
- WITHOUT A TRACE/FBI 失踪者を追え!（ショーン、ペトロス）
- エデンの東（少年期のドンチョル〈シン・ドンウ〉）
- クリミナル・マインド5 FBI行動分析課（JD）
- クリミナル・マインド6 FBI行動分析課（ロバート・ブルックス）
- ザ・プリテンダー 仮面の逃亡者（青年期のジャロッド〈ライアン・メリマン〉）
- 新・刑事コロンボ 死者のギャンブル（ナンシー・デュラン巡査）
- ダラス（エイプリル）
- ネバーエンディング・ストーリー 遥かなる冒険（バスチアン・ブックス〈マーク・レンドール〉）
- 不思議なオパール（バズ〈グレン・メルドラム〉）
- ふたりは最高!ダーマ&グレッグ シーズン3 #21（ジェレミー）
- フルハウス（女性）
- ミステリー・グースバンプス（第43話 入れ替わりの木）（クーパー）
- ワンだー・エディ（ジャスティン）

#### アニメ
- おさるのジョージ
- かわうそファミリー（ピーナッツ）
- 北風ジャックの物語（ジャック）
- コアラブラザーズ（ネッド）
- 手裏剣スクール（ジミー）
- せいぶのねこキャリー（トビー）
- タンタンの冒険 ななつの水晶球と太陽の神殿（ソリーノ）
- トムとジェリー（トードルス）
- ネッズニュート（ネッド）
- フィリックス（ポインデクスター）
- フォスターズ・ホーム（マック）
- 冬のソナタ（コン・ジンスク）※アニメ版
- ぼくチロ!（チロ）
- ゆかいなみつばちファミリー（バズビー）
- ラチェット&クランク THE MOVIE（ラチェット[30]）
- LEGO スター・ウォーズ:ドロイド・テイルズ（アナキン・スカイウォーカー）

### ドラマCD
- 赤ちゃんと僕（後藤浩子〈2代目〉）
- アンジェリーク外伝2 緋の輪郭（子供時代のクラヴィス）
- KEY THE METAL IDOL RADIO PROGRAM #2「家族」（生徒C）
- 刻の大地 vol.2 夢の館 幻の丘（サタジット）
- デジモンテイマーズ ベストテイマーズ1 松田啓人&ギルモン
- 九龍妖魔學園紀 Vol.1（肥後太蔵）
- ダーククリムゾン（シオン）

### ラジオドラマ
- トラブルチョコレート（ミント）

### テレビ番組
- 〜あらゆる世界を見学せよ〜潜入!リアルスコープ（ふえるわかめちゃんを取り上げた際声のみ出演）

### その他コンテンツ
- ボイスドラマ 燈の守り人～幻想夜話～（2022年、菅島灯台[31]）
- 燈の守り人 灯台音声ガイド 三重県鳥羽市 菅島灯台（2022年、ナビゲーター）[31]